# Arbeiders-, Boeren- en Studentencoalitie van de Istmus

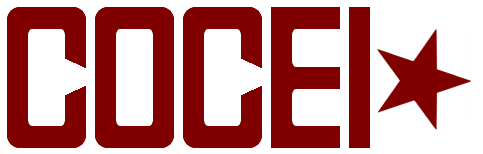
Logo

De Arbeiders-, Boeren- en Studentencoalitie van de Istmus (Spaans: Coalición Obrero Campesino Estudiantil del Istmo, COCEI) is een politieke organisatie in de Mexicaanse stad Juchitán de Zaragoza op de Istmus van Tehuantepec. De COCEI is opmerkelijk omdat zij als eerste politieke partij de macht van de Institutioneel Revolutionaire Partij (PRI) in een Mexicaanse stad wist te breken. 
De COCEI werd opgericht in 1974, gebruik makend van de "Democratische Opening" van president Luis Echeverría. De partij won snel aan populariteit door in te spelen op het Zapoteekse erfgoed van Juchitán en omdat het inspeelde op de traditie van verzet in die stad. De Juchiteken maakten het de Azteekse en koloniale autoriteiten al lastig, en zelfs nog in de jaren 30 had de Mexicaanse federale regering maar weinig invloed in Juchitán. De COCEI wist bovendien te profiteren van de onvrede die heerste over het dictatoriale gedrag van de Mexicaanse regering, die in 1975 de Universiteit Benito Juárez in Oaxaca had laten bezette en twee jaar later hardhandig ingreep bij een demonstratie in Juchitán zelf. De COCEI richtte zich op direct en grassrootsdemocratie, en kende een belangrijke rol toe aan vrouwen.
In 1980 ging de COCEI een coalitie aan met de Mexicaanse Communistische Partij (PCM) en wist COCEI-leider Leopoldo de Gyves de burgemeestersverkiezingen te winnen. De PRI maakte het De Gyves schier onmogelijk te besturen en twee jaar later werd hij door het Mexicaanse leger afgezet, en 300 aanhangers werden gevangengezet. In 1989 wist de COCEI opnieuw de burgemeestersverkiezingen te winnen in een coalitie met de Partij van de Democratische Revolutie (PRD). De COCEI wordt gezien als inspiratiebron voor het Zapatistisch Nationaal Bevrijdingsleger (EZLN) dat op hun tours door Mexico in 1997 en 2001 dan ook Juchitán aandeed en hartelijk ontvangen wordt door De Gyves. De COCEI leed in 2001 een verkiezingsnederlaag, maar wist in 2007 in een coalitie met de Partij van de Arbeid weer aan de macht te komen in Juchitán.